# Minnesota Vikings 2012
La stagione 2012 dei Minnesota Vikings fu la 52ª della franchigia nella National Football League, la 31ª giocata al Mall of America Field at the Hubert H. Humphrey Metrodome e la 3ª (2ª considerando una stagione intera) con Leslie Frazier come capo-allenatore.

## Offseason 2012
| Draft NFL 2012   |                  |                  |                                                                                             |                                                                                             |                                                                                             |                                                                                             |                                                                                             |
| Ordine del Draft | Ordine del Draft | Ordine del Draft | Giocatore                                                                                   | Ruolo                                                                                       | College                                                                                     | Contratto                                                                                   | Note                                                                                        |
| Giro             | Scelta           | Generale         | Giocatore                                                                                   | Ruolo                                                                                       | College                                                                                     | Contratto                                                                                   | Note                                                                                        |
| 1                | 3                | 3                | Scambiata con i Cleveland Browns[a]                                                         | Scambiata con i Cleveland Browns[a]                                                         | Scambiata con i Cleveland Browns[a]                                                         | Scambiata con i Cleveland Browns[a]                                                         |                                                                                             |
| 1                | 4                | 4                | Matt Kalil                                                                                  | OT                                                                                          | USC                                                                                         | 4 anni a 19,77 milioni $                                                                    | dai Browns[a]                                                                               |
| 1                | 29               | 29               | Harrison Smith                                                                              | FS                                                                                          | Notre Dame                                                                                  | 4 anni a 7,13 milioni $                                                                     | dai Ravens[b]                                                                               |
| 2                | 3                | 35               | Scambiata con i Baltimore Ravens[b]                                                         | Scambiata con i Baltimore Ravens[b]                                                         | Scambiata con i Baltimore Ravens[b]                                                         | Scambiata con i Baltimore Ravens[b]                                                         |                                                                                             |
| 3                | 3                | 66               | Josh Robinson                                                                               | CB                                                                                          | UCF                                                                                         | 4 anni a 3,01 milioni $                                                                     |                                                                                             |
| 4                | 3                | 98               | Scambiata con i Baltimore Ravens[b]                                                         | Scambiata con i Baltimore Ravens[b]                                                         | Scambiata con i Baltimore Ravens[b]                                                         | Scambiata con i Baltimore Ravens[b]                                                         |                                                                                             |
| 4                | 23               | 118              | Jarius Wright                                                                               | WR                                                                                          | Arkansas                                                                                    | 4 anni a 2,52 milioni $                                                                     | dai Falcons via Browns[a]                                                                   |
| 4                | 33               | 128              | Rhett Ellison                                                                               | FB                                                                                          | USC                                                                                         | 4 anni a 2,40 milioni $                                                                     | Scelta compensatoria[c]                                                                     |
| 4                | 39               | 134              | Greg Childs                                                                                 | WR                                                                                          | Arkansas                                                                                    | 4 anni a 2,40 milioni $                                                                     | Scelta compensatoria[c]                                                                     |
| 5                | 3                | 138              | Scambiata con i Detroit Lions[d]                                                            | Scambiata con i Detroit Lions[d]                                                            | Scambiata con i Detroit Lions[d]                                                            | Scambiata con i Detroit Lions[d]                                                            |                                                                                             |
| 5                | 4                | 139              | Robert Blanton                                                                              | SS                                                                                          | Notre Dame                                                                                  | 4 anni a 2,31 milioni $                                                                     | dai Browns[a]                                                                               |
| 6                | 3                | 173              | Scambiata con i Washington Redskins[e]                                                      | Scambiata con i Washington Redskins[e]                                                      | Scambiata con i Washington Redskins[e]                                                      | Scambiata con i Washington Redskins[e]                                                      |                                                                                             |
| 6                | 5                | 175              | Blair Walsh                                                                                 | K                                                                                           | Georgia                                                                                     | 4 anni a 2,21 milioni $                                                                     | dai Browns[f]                                                                               |
| 7                | 3                | 210              | Audie Cole                                                                                  | MLB                                                                                         | NC State                                                                                    | 4 anni a 2,16 milioni $                                                                     |                                                                                             |
| 7                | 4                | 211              | Scambiata con i Tennessee Titans[g]                                                         | Scambiata con i Tennessee Titans[g]                                                         | Scambiata con i Tennessee Titans[g]                                                         | Scambiata con i Tennessee Titans[g]                                                         | dai Browns[a]                                                                               |
| 7                | 12               | 219              | Trevor Guyton                                                                               | DE                                                                                          | California                                                                                  | 4 anni a 2,16 milioni $                                                                     | dai Seahawks via Lions[d]                                                                   |
| 7                | 16               | 223              | Scambiata con i Detroit Lions[d]                                                            | Scambiata con i Detroit Lions[d]                                                            | Scambiata con i Detroit Lions[d]                                                            | Scambiata con i Detroit Lions[d]                                                            | dagli Eagles via Patriots[d]                                                                |
| Legenda          | Legenda          | Legenda          | Ha superato i tagli a roster Hall of Famer Ha partecipato ad almeno un Pro Bowl in carriera | Ha superato i tagli a roster Hall of Famer Ha partecipato ad almeno un Pro Bowl in carriera | Ha superato i tagli a roster Hall of Famer Ha partecipato ad almeno un Pro Bowl in carriera | Ha superato i tagli a roster Hall of Famer Ha partecipato ad almeno un Pro Bowl in carriera | Ha superato i tagli a roster Hall of Famer Ha partecipato ad almeno un Pro Bowl in carriera |

Note:
- [a] I Browns scambiarono le loro scelte nel 1º giro (4ª assoluta), 5º giro (118ª assoluta) e 7º giro (211ª assoluta) del Draft NFL 2012 con i Vikings per la scelta nel 1º giro (3ª assoluta) del Draft NFL 2012 di questi ultimi.
- [b] I Ravens scambiarono la loro scelta nel 1º giro (29ª assoluta) del Draft NFL 2012 con i Vikings per le scelte nel 2º giro e 4º giro del Draft NFL 2012 di questi ultimi[7].
- [c] I Vikings furono ricompensati con due scelte compensatorie per la perdita nella NFL Free Agency dei giocatori Ray Edwards, Ben Leber, Tarvaris Jackson e Sidney Rice.
- [d] I Lions scambiarono la loro scelta nel 7º giro (219ª assoluta) del Draft NFL 2012 e la loro scelta nel 4º giro (102ª assoluta) del Draft NFL 2013 con i Vikings per le scelte nel 5º giro (138ª assoluta) e 7º giro (223ª assoluta, ricevuta dai Patriots nell'ambito del scambio per il WR Randy Moss) del Draft NFL 2012 di questi ultimi.
- [e] I Vikings scambiarono la loro scelta nel 6º giro (173ª assoluta) del Draft NFL 2012 con i Redskins per il QB Donovan McNabb.
- [f] I Browns scambiarono la loro scelta nel 6º giro (175ª assoluta) del Draft NFL 2012 con i Vikings per il DE Jayme Mitchell.
- [g] I Titans scambiarono la loro scelta nel 6º giro (176ª assoluta) del Draft NFL 2013 con i Vikings per la scelta nel 7º giro (211ª assoluta) del Draft NFL 2012 che questi ultimi avevano ricevuto dai Browns. I Vikings più tardi scambiarono la scelta ottenuta in tale scambio, con i Cardinals per una scelta al 7º giro ed il CB A. J. Jefferson.

## Partite

### Pre-stagione
Il 4 aprile 2012 i Vikings svelarono ufficialmente il calendario della pre-stagione. I Vikings aprirono la campagna prestagionale al Candlestick Park di San Francisco contro i 49ers il 10 agosto, quindi disputarono due incontri casalinghi consecutivi al Mall of America Field, contro i Bills il 17 agosto ed i Chargers il 24 agosto, per poi chiudere il mese di amichevoli il 30 agosto al Reliant Stadium di Houston contro i Texans.
| Calendario |                                            |                                            |                                            |                                            |                                            |                                            |                                            |                                            |                                            |
| Settimana  | Data                                       | Ora (CDT)                                  | Avversario                                 | Risultato                                  | Stadio                                     | Spettatori                                 | Record                                     | TV                                         | Tabellino                                  |
| 1          | 8 agosto                                   | 8:00 p.m.                                  | San Francisco 49ers                        | P 6–17                                     | Candlestick Park                           | 69.732                                     | 0–1                                        | WUCW-23                                    | Recap                                      |
| 2          | 17 agosto                                  | 7:00 p.m.                                  | Buffalo Bills                              | V 36–14                                    | Mall of America Field                      | 56.430                                     | 1–1                                        | KARE-11                                    | Recap                                      |
| 3          | 24 agosto                                  | 7:00 p.m.                                  | San Diego Chargers                         | P 10–12                                    | Mall of America Field                      | 62.800                                     | 1–2                                        | KARE-11                                    | Recap                                      |
| 4          | 30 agosto                                  | 7:00 p.m.                                  | Houston Texans                             | P 24–28                                    | Reliant Stadium                            | 71.116                                     | 1-3                                        | KARE-11                                    | Recap                                      |
| Note       | Gli incontri in trasferta sono in corsivo. | Gli incontri in trasferta sono in corsivo. | Gli incontri in trasferta sono in corsivo. | Gli incontri in trasferta sono in corsivo. | Gli incontri in trasferta sono in corsivo. | Gli incontri in trasferta sono in corsivo. | Gli incontri in trasferta sono in corsivo. | Gli incontri in trasferta sono in corsivo. | Gli incontri in trasferta sono in corsivo. |

### Stagione regolare
Il 2 gennaio 2012 furono annunciati gli avversari da incontrare nel corso della stagione regolare, mentre il calendario completo venne annunciato al pubblico il 17 aprile 2012.
| Calendario | | | | | | | | | |
| Settimana  | Data                                                                                               | Ora (CDT)                                                                                          | Avversario                                                                                         | Risultato                                                                                          | Stadio                                                                                             | Spettatori                                                                                         | Record                                                                                             | TV                                                                                                 | Tabellino                                                                                          |
| 1          | 9 settembre                                                                                        | 12:00 p.m.                                                                                         | Jacksonville Jaguars                                                                               | V 26-23 DTS                                                                                        | Mall of America Field                                                                              | 56.607                                                                                             | 1-0                                                                                                | CBS                                                                                                | Recap                                                                                              |
| 2          | 16 settembre                                                                                       | 12:00 p.m.                                                                                         | Indianapolis Colts                                                                                 | P 20-23                                                                                            | Lucas Oil Stadium                                                                                  | 63.912                                                                                             | 1-1                                                                                                | Fox                                                                                                | Recap                                                                                              |
| 3          | 23 settembre                                                                                       | 12:00 p.m.                                                                                         | San Francisco 49ers                                                                                | V 24-13                                                                                            | Mall of America Field                                                                              | 57.228                                                                                             | 2-1                                                                                                | Fox                                                                                                | Recap                                                                                              |
| 4          | 30 settembre                                                                                       | 12:00 p.m.                                                                                         | Detroit Lions                                                                                      | V 20-13                                                                                            | Ford Field                                                                                         | 63.616                                                                                             | 3-1                                                                                                | Fox                                                                                                | Recap                                                                                              |
| 5          | 7 ottobre                                                                                          | 3:25 p.m.                                                                                          | Tennessee Titans                                                                                   | V 30-7                                                                                             | Mall of America Field                                                                              | 57.652                                                                                             | 4-1                                                                                                | CBS                                                                                                | Recap                                                                                              |
| 6          | 14 ottobre                                                                                         | 3:25 p.m.                                                                                          | Washington Redskins                                                                                | P 26-38                                                                                            | FedEx Field                                                                                        | 78.476                                                                                             | 4-2                                                                                                | Fox                                                                                                | Recap                                                                                              |
| 7          | 21 ottobre                                                                                         | 12:00 p.m.                                                                                         | Arizona Cardinals                                                                                  | V 21-14                                                                                            | Mall of America Field                                                                              | 61.068                                                                                             | 5-2                                                                                                | Fox                                                                                                | Recap                                                                                              |
| 8          | 25 ottobre                                                                                         | 7:20 p.m.                                                                                          | Tampa Bay Buccaneers                                                                               | P 17-36                                                                                            | Mall of America Field                                                                              | 60.860                                                                                             | 5-3                                                                                                | NFLN                                                                                               | Recap                                                                                              |
| 9          | 4 novembre                                                                                         | 3:25 p.m.                                                                                          | Seattle Seahawks                                                                                   | P 20-30                                                                                            | CenturyLink Field                                                                                  | 67.584                                                                                             | 5-4                                                                                                | Fox                                                                                                | Recap                                                                                              |
| 10         | 11 novembre                                                                                        | 12:00 p.m.                                                                                         | Detroit Lions                                                                                      | V 34-24                                                                                            | Mall of America Field                                                                              | 64.059                                                                                             | 6-4                                                                                                | Fox                                                                                                | Recap                                                                                              |
| 11         | Riposo                                                                                             | Riposo                                                                                             | Riposo                                                                                             | Riposo                                                                                             | Riposo                                                                                             | Riposo                                                                                             | Riposo                                                                                             | Riposo                                                                                             | Riposo                                                                                             |
| 12         | 25 novembre                                                                                        | 12:00 p.m.                                                                                         | Chicago Bears                                                                                      | P 10-28                                                                                            | Soldier Field                                                                                      | 62.306                                                                                             | 6-5                                                                                                | Fox                                                                                                | Recap                                                                                              |
| 13         | 2 dicembre                                                                                         | 12:00 p.m.                                                                                         | Green Bay Packers                                                                                  | P 14-23                                                                                            | Lambeau Field                                                                                      | 70.567                                                                                             | 6-6                                                                                                | Fox                                                                                                | Recap                                                                                              |
| 14         | 9 dicembre                                                                                         | 12:00 p.m.                                                                                         | Chicago Bears                                                                                      | V 21-14                                                                                            | Mall of America Field                                                                              | 64.134                                                                                             | 7-6                                                                                                | Fox                                                                                                | Recap                                                                                              |
| 15         | 16 dicembre                                                                                        | 12:00 p.m.                                                                                         | St. Louis Rams                                                                                     | V 36-22                                                                                            | Edward Jones Dome                                                                                  | 55.751                                                                                             | 8-6                                                                                                | Fox                                                                                                | Recap                                                                                              |
| 16         | 23 dicembre                                                                                        | 12:00 p.m.                                                                                         | Houston Texans                                                                                     | V 23-6                                                                                             | Reliant Stadium                                                                                    | 71.688                                                                                             | 9-6                                                                                                | Fox                                                                                                | Recap                                                                                              |
| 17         | 30 dicembre                                                                                        | 12:00 p.m.                                                                                         | Green Bay Packers                                                                                  | V 37-34                                                                                            | Mall of America Field                                                                              | 64.134                                                                                             | 10-6                                                                                               | Fox                                                                                                | Recap                                                                                              |
| Note       | Gli avversari della propria division sono in grassetto. Gli incontri in trasferta sono in corsivo. | Gli avversari della propria division sono in grassetto. Gli incontri in trasferta sono in corsivo. | Gli avversari della propria division sono in grassetto. Gli incontri in trasferta sono in corsivo. | Gli avversari della propria division sono in grassetto. Gli incontri in trasferta sono in corsivo. | Gli avversari della propria division sono in grassetto. Gli incontri in trasferta sono in corsivo. | Gli avversari della propria division sono in grassetto. Gli incontri in trasferta sono in corsivo. | Gli avversari della propria division sono in grassetto. Gli incontri in trasferta sono in corsivo. | Gli avversari della propria division sono in grassetto. Gli incontri in trasferta sono in corsivo. | Gli avversari della propria division sono in grassetto. Gli incontri in trasferta sono in corsivo. |

### Playoff
| Turno     | Data      | Ora (CDT) | Avversario (seed)     | Risultato | Stadio        | Spettatori | Record | TV  | Tabellino |
| --------- | --------- | --------- | --------------------- | --------- | ------------- | ---------- | ------ | --- | --------- |
| Wild Card | 5 gennaio | 7:00 p.m. | Green Bay Packers (3) | P 10-24   | Lambeau Field | 71.548     | 0-1    | NBC | Recap     |

## Classifiche

### Division
| Classifica della NFC North Division 2012 | Classifica della NFC North Division 2012 | Classifica della NFC North Division 2012 | Classifica della NFC North Division 2012 | Classifica della NFC North Division 2012 | Classifica della NFC North Division 2012 | Classifica della NFC North Division 2012 | Classifica della NFC North Division 2012 | Classifica della NFC North Division 2012 | Classifica della NFC North Division 2012 | Classifica della NFC North Division 2012 | Classifica della NFC North Division 2012 | Classifica della NFC North Division 2012 | Classifica della NFC North Division 2012 | Classifica della NFC North Division 2012 | Classifica della NFC North Division 2012 | Classifica della NFC North Division 2012 |
|                                          | V                                        | P                                        | N                                        | PCT                                      | DIV                                      | DIV PCT                                  | CONF                                     | CONF PCT                                 | NON CONF                                 | C                                        | T                                        | PR                                       | PS                                       | TD                                       | STR                                      | PO                                       |
| ---------------------------------------- | ---------------------------------------- | ---------------------------------------- | ---------------------------------------- | ---------------------------------------- | ---------------------------------------- | ---------------------------------------- | ---------------------------------------- | ---------------------------------------- | ---------------------------------------- | ---------------------------------------- | ---------------------------------------- | ---------------------------------------- | ---------------------------------------- | ---------------------------------------- | ---------------------------------------- | ---------------------------------------- |
| Green Bay Packers                        | 11                                       | 5                                        | 0                                        | .688                                     | 5-1                                      | .833                                     | 8-4                                      | .667                                     | 3-1                                      | 4-4                                      | 5-1                                      | 433                                      | 336                                      | 53                                       | P-1                                      | Div                                      |
| Minnesota Vikings                        | 10                                       | 6                                        | 0                                        | .625                                     | 4-2                                      | .667                                     | 7-5                                      | .583                                     | 3-1                                      | 7-1                                      | 3-5                                      | 379                                      | 348                                      | 39                                       | V-4                                      | WC                                       |
| Chicago Bears                            | 10                                       | 6                                        | 0                                        | .625                                     | 3-3                                      | .500                                     | 7-5                                      | .583                                     | 3-1                                      | 5-3                                      | 5-3                                      | 375                                      | 277                                      | 42                                       | V-2                                      |                                          |
| Detroit Lions                            | 4                                        | 12                                       | 0                                        | .250                                     | 0-6                                      | .000                                     | 3-9                                      | .250                                     | 1-3                                      | 2-6                                      | 2-6                                      | 372                                      | 437                                      | 39                                       | P-8                                      |                                          |

## Statistiche
| Andamento in stagione regolare                                                                    |    |    |    |    |    |    |    |    |    |    |    |    |    |    |    |    |    |
| Settimana                                                                                         | 1  | 2  | 3  | 4  | 5  | 6  | 7  | 8  | 9  | 10 | 11 | 12 | 13 | 14 | 15 | 16 | 17 |
| Luogo                                                                                             | C  | T  | C  | T  | C  | T  | C  | C  | T  | C  | R  | T  | T  | C  | T  | T  | C  |
| Risultato                                                                                         | V  | P  | V  | V  | V  | P  | V  | P  | P  | V  | R  | P  | P  | V  | V  | V  | V  |
| Posizione                                                                                         | 1ª | 1ª | 1ª | 1ª | 1ª | 2ª | 2ª | 2ª | 3ª | 3ª | 3ª | 3ª | 3ª | 3ª | 2ª | 2ª | 2ª |
| Luogo: C = Casa; T = Trasferta. Risultato: V = Vittoria; N = Pareggio; S = Sconfitta. R = Riposo. |    |    |    |    |    |    |    |    |    |    |    |    |    |    |    |    |    |

| Classifiche di lega  |             |                |          |
| Categoria            | Yard totali | Yard a partita | Rank NFL |
| Attacco sui passaggi | 2.751       | 171,9          | 31ª      |
| Attacco su corsa     | 2.634       | 164,6          | 2ª       |
| Totale attacco       | 5.385       | 336,6          | 20ª      |
| Difesa sui passaggi  | 3.908       | 244,2          | 24ª      |
| Difesa su corsa      | 1.692       | 105,8          | 11ª      |
| Totale difesa        | 5.600       | 350,0          | 16ª      |

| Leader della squadra       |                                 |        |
| Categoria                  | Giocatore                       | Valore |
| Yard passate               | Christian Ponder                | 2.935  |
| Touchdown passati          | Christian Ponder                | 18     |
| Yard corse                 | Adrian Peterson                 | 2.097  |
| Touchdown su corsa         | Adrian Peterson                 | 12     |
| Ricezioni                  | Percy Harvin                    | 62     |
| Yard ricevute              | Percy Harvin                    | 677    |
| Touchdown ricevuti         | Kyle Rudolph                    | 9      |
| Punti totali               | Blair Walsh                     | 141    |
| Yard su ritorno di kickoff | Percy Harvin                    | 574    |
| Yard su ritorno di punt    | Marcus Sherels                  | 287    |
| Tackle totali              | Chad Greenway                   | 148    |
| Sack                       | Jared Allen                     | 12     |
| Intercetti                 | Harrison Smith Antoine Winfield | 3      |
| Fumble forzati             | Jamarca Sanford                 | 4      |

## Staff
| Staff dei Minnesota Vikings 2012 |
| --- |
| Organi dirigenziali Proprietà - Proprietario/Azionista di maggioranza: Zygi Wilf - Proprietario/Presidente: Mark Wilf - Proprietario/Vice-Azionista di maggioranza: Leonard Wilf - Partner di Azionariato: Jeffrey Wilf, Reggie Fowler, Alan Landis, David Mandelbaum Staff esecutivo - General Manager: Rick Spielman - Assistente del General Manager: George Paton - Vice Presidente degli Affari Pubblici & Sviluppo dello Stadio: Lester Bagley - Vice Presidente delle Operazioni legate al Football: Rob Brzezinski - Vice Presidente delle Vendite & Marketing e Direttore del Marketing: Steve LaCroix - Vice Presidente delle Finanze e Direttore Finanziario: Steve Poppen - Vice Presidente degli Affari Legali e Direttore Amministrativo: Kevin Warren Consulenti - Consulente: Bud Grant - Consulente Storico del Team: Fred Zamberletti - Consulente Stadio e Sviluppo Immobiliare: Don Becker Scouting staff - Direttore dello Scouting Collegiale: Scott Studwell - Direttore dello Scouting Professionistico: Ryan Monnens - Assistente del Direttore dello Scouting Collegiale: Jamaal Stephenson Capo allenatore - Leslie Frazier Altri allenatori - Coordinatore dello sviluppo della forza e della condizione: Tom Kanavy - Assistente dello sviluppo della forza e della condizione: Aaron McLaurin e Martin Streight Allenatori dell'attacco - Coordinatore dell'attacco: Bill Musgrave - Quarterback: Craig Johnson - Assistente Quarterback: Kevin Stefanski - Running Back: James Saxon - Wide Receiver: George Stewart - Assistente Wide Receiver: Ryan Ficken - Tight End: Jimmie Johnson - Offensive Line: Jeff Davidson - Assistente Offensive Line: Ryan Silverfield Allenatori della difesa - Coordinatore della difesa: Alan Williams - Defensive Line: Brendan Daly - Assistente Defensive Line: Diron Reynolds - Linebacker/Assistente del capo allenatore: Mike Singletary - Linebacker: Fred Pagac - Defensive Back: Joe Woods - Assistente della difesa/Defensive Back: Jeff Imamura Allenatori dello special team - Coordinatore dello Special Team: Mike Priefer - Assistente dello Special Team: Chris White |

## Roster finale
| Roster dei Minnesota Vikings 2012 |
| --- |
| Quarterback - 4 McLeod Bethel-Thompson - 7 Christian Ponder - 14 Joe Webb Running Back - 48 Matt Asiata FB/RB - 42 Jerome Felton FB - 32 Toby Gerhart - 28 Adrian Peterson Wide Receiver - 19 Devin Aromashodu - 11 Stephen Burton - 84 Michael Jenkins - 81 Jerome Simpson - 17 Jarius Wright Tight End - 89 John Carlson - 40 Rhett Ellison - 82 Kyle Rudolph Offensive Linemen - 61 Joe Berger C/OG - 63 Brandon Fusco OG - 74 Charlie Johnson OG/OT - 75 Matt Kalil OT - 71 Phil Loadholt OT - 73 Geoff Schwartz OG/OT - 65 John Sullivan C Defensive Linemen - 69 Jared Allen DE - 99 Christian Ballard DT - 90 Fred Evans DT - 97 Everson Griffen DE - 98 Letroy Guion DT - 92 George Johnson DE - 91 D'Aundre Reed DE - 96 Brian Robison DE - 93 Kevin Williams DT Linebacker - 54 Jasper Brinkley MLB - 57 Audie Cole MLB - 51 Larry Dean OLB - 52 Chad Greenway OLB - 50 Erin Henderson OLB - 58 Tyrone McKenzie MLB - 55 Marvin Mitchell OLB Defensive Back - 36 Robert Blanton SS - 27 Brandon Burton CB - 20 Chris Cook CB - 24 A. J. Jefferson CB - 41 Mistral Raymond SS - 21 Josh Robinson CB - 33 Jamarca Sanford FS - 34 Andrew Sendejo FS - 35 Marcus Sherels CB/PR - 22 Harrison Smith FS - 26 Antoine Winfield CB Special Team - 5 Chris Kluwe P - 46 Cullen Loeffler LS - 3 Blair Walsh K Lista delle riserve - 85 Greg Childs WR (IR) - 12 Percy Harvin WR/KR (IR) - 73 DeMarcus Love OT (IR) - 39 Nicholas Taylor CB (IR) Squadra di allenamento - 62 Chase Baker DT - 23 Joe Banyard RB - 87 LaMark Brown WR/TE - 31 Bobby Felder CB - 86 Chase Ford TE - 66 Tyler Holmes OT - 68 Kevin Murphy OT - 64 Spencer Nealy DE - 15 Chris Summers WR 53 attivi, 4 inattivi, 8 nella squadra di allenamento |
| Legenda - I rookie sono in corsivo. - Il primo ruolo è il principale mentre gli eventuali successivi indicano i ruoli secondari. - (IR) sta per Injured Reserve ed indica la lista ristretta per un solo giocatore infortunato che può tornare ad allenarsi dopo la settimana 6 e a rientrare in prima squadra dopo che questa ha giocato 8 partite. - (NF-Inj.) / (NF-Ill.) stanno rispettivamente per Non-Football Injured e Non-Football Illness ed indicano le liste dove viene inserito un giocatore che ha un infortunio o una malattia non dipendente dal football americano. - (PUP) sta per Physically Unable to Perform ed indica la lista dove viene inserito un giocatore mentre è in attesa di recuperare la condizione fisica. Nella stagione regolare dopo la sesta partita giocata dalla propria squadra, il giocatore ha tempo tre settimane per riprendere ad allenarsi, più tre settimane aggiuntive dal suo rientro agli allenamenti per rientrare in prima squadra. |

## Premi
- Adrian Peterson:

MVP della NFL
giocatore offensivo dell'anno